# 長崎みなとメディカルセンター
長崎みなとメディカルセンター（ながさきみなとめでぃかるせんたー）は、長崎県長崎市にある医療機関。
地方独立行政法人長崎市立病院機構によって設置・運営される病院である。

## 歴史
- 1941年（昭和16年）12月 - 移民教養所を小倉陸軍病院分院に転用する。
- 1945年（昭和20年）
  - 終戦後 - 米軍（米国第二海兵師団）が接収。
  - 10月22日 - 長崎軍政府（米軍）管理のもとに長崎県と長崎市が協力し、常磐町の元陸軍病院を「長崎慈恵病院」と改称した上で、原爆被爆者や一般市民に対する診療を行う。
- 1946年（昭和21年）3月 - 日本医療団に経営が移り、「長崎中央病院」と改称。
- 1948年（昭和23年）12月1日 - 日本医療団解散により長崎市が買収し「長崎市立市民病院」に改称。
- 1957年（昭和32年）7月1日 - 総合病院の承認を受ける。
- 1964年（昭和39年）4月1日 - 地方公営企業法による公営企業会計に移行する。
- 1975年（昭和50年）8月31日 - 本館（鉄筋コンクリート8階建て（地下1階・地上7階））新築と別館改築工事竣工。
- 1984年（昭和59年）7月1日 - 市民病院を本院、成人病センターを分院と位置づけ一元管理体制を開始。
- 1992年（平成4年）7月1日 - 成人病センターとの一元管理体制を廃止。
- 2003年（平成15年）4月1日 - 地方公営企業法全部適用。
- 2012年（平成24年）4月1日 - 地方独立行政法人長崎市立病院機構による運営に変更。
- 2014年（平成26年）2月24日 - 新市立病院第Ⅰ期棟が完成し、「長崎みなとメディカルセンター市民病院」として開院。
  - 新病棟は地下2階・地上8階の10階建て。
  - 旧病棟を解体し、第二期棟の建設を開始。

- 2016年（平成28年）
  - 2月28日 - 第二棟が完成[1]。

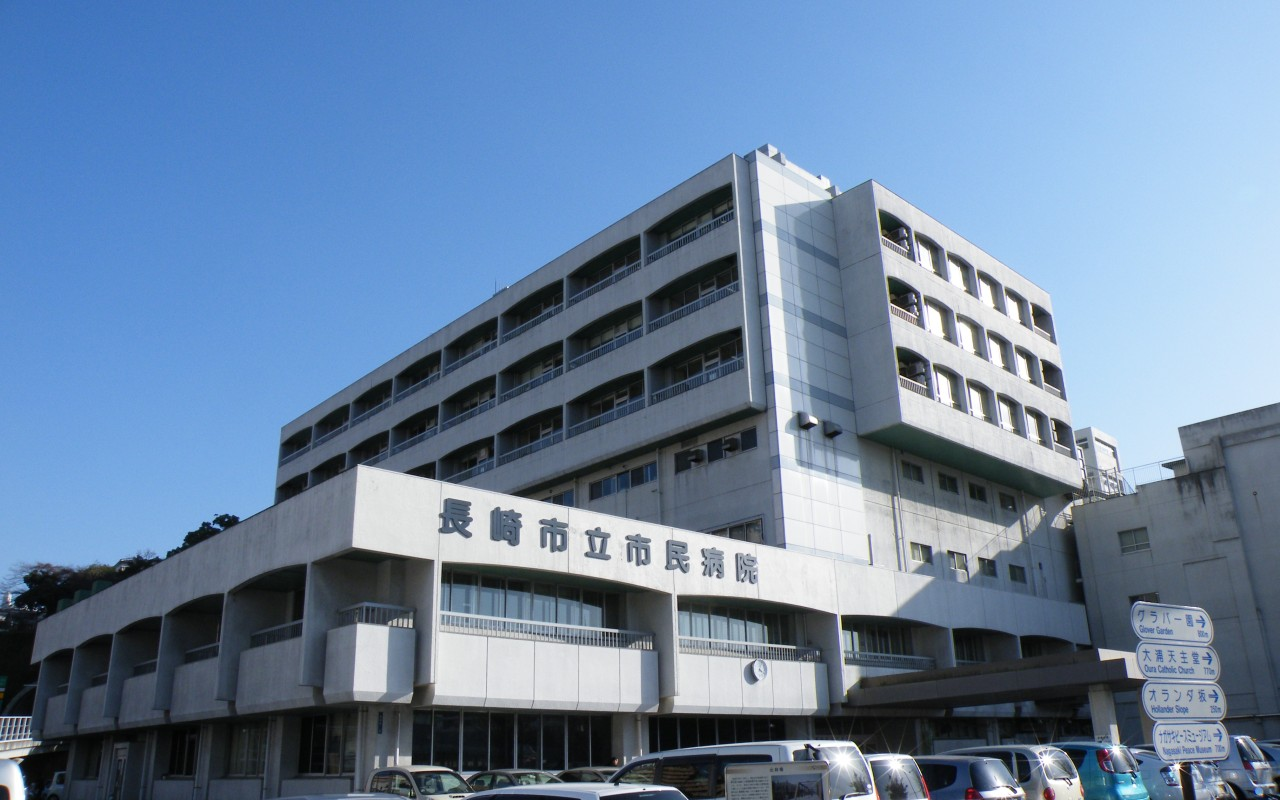
長崎市立市民病院　旧病棟
（すでに解体されている）

  - 3月27日 - 統合のため、長崎みなとメディカルセンター成人病センターを廃止。
  - 7月1日 - 一期棟の7階部分を100床分の病室に改築する工事が完了し、全面開院。一般病床数が500、結核病床数が13、計513となる[2]。
- 2017年（平成29年）
  - 1月28日 - 駐車場棟が完成[3]。
  - 4月1日 - 「長崎みなとメディカルセンター」に改称[4]。
- 2020年（令和2年）2月1日 - 救命救急センターを開設[5]。
  - 長崎県内では国立病院機構長崎医療センター（大村市）、長崎大学病院（長崎市）、佐世保市総合医療センターに次ぐ4か所目の開設。長崎市内では長崎大学病院に次ぐ2か所目の開設となる。

## 診療科
- 消化器内科
- 呼吸器内科
- 心臓血管内科
- 心臓血管カテーテル治療科
- 糖尿病・代謝内科
- 脳神経内科
- 血液内科
- 心療内科・精神科
- 消化器外科
- 呼吸器外科
- 心臓血管外科
- 脳神経外科
- 乳腺・内分泌外科
- 整形外科
- 形成外科
- 皮膚科
- 泌尿器科
- 眼科
- 耳鼻咽喉科
- 産科・婦人科
- 小児科
- 放射線科
- 麻酔科
- 緩和ケア外科
- 臨床腫瘍科
- 病理診断科
- 救急科
- 国際外来
- マーメイド外来 - 女性専用外来

## 施設
第一期棟
- 屋上 - ヘリポート
- 8階 - 南病棟
- 7階 - 理容室、北病棟、南病棟
- 6階 - 北病棟（泌尿器科、皮膚科、耳鼻咽喉科、脳神経外科、脳神経外科、糖尿病代謝内科）、南病棟（消化器（内科・外科））
- 5階 - 北病棟（呼吸器（内科・外科）、形成外科）、南病棟（心臓血管（内科・外科）、CCU）
- 4階 - 北病棟（小児科）、南病棟（産科・婦人科、乳腺・内分泌外科）
- 3階 - 救命救急病棟、集中治療病棟（ICU）、手術室
- 2階 - 外来受付、中央処置室、生理機能検査、採血・排尿検査、リハビリテーション、内視鏡部門、外来化学療法室
- 1階 - 総合受付、総合案内、医療連携センター、入院支援センター、外来受付、院外処方箋受付、薬局、放射線科受付、ATM、売店（コンビニエンスストア）、カフェ(イートインスペース有り)
- 地下1階
- 地下2階 - 放射線科受付

第二期棟

## 指定・認定
（　）は指定日
- 二次救急病院
- 地域医療支援病院（2005年（平成17年）10月1日）
- 災害拠点病院（1996年（平成8年）12月20日）
- 地域がん診療連携拠点病院（2002年（平成14年）12月9日）
- 地域周産期母子医療センター（2008年（平成20年）4月1日）
- 臨床研修指定病院（2003年（平成15年）10月30日）

## 長崎市の市立病院再編
長崎市内においては2006年（平成18年）1月5日の時点で、市により開設される病院が当院と成人病センター、野母崎病院、琴海病院の4ヶ所あった。野母崎病院と琴海病院は市町村合併時にそれぞれ旧野母崎町・旧琴海町から継承された。市立病院再編によりまず2010年（平成22年）4月に琴海病院を民間に移譲し（現・ニュー琴海病院）、2011年（平成23年）4月に野母崎病院を野母崎診療所とした。残る当病院と成人病センターは、両病院の施設の老朽化と長崎市病院会計の経営改善の必要性から再編が検討され、最終的に現在の当病院の場所及び隣接地に新しい病院を建設し両病院を統合することになった。

## 交通アクセス
- 長崎電気軌道大浦支線メディカルセンター停留場より徒歩1分。
- 長崎自動車（長崎バス）
  - 「メディカルセンター」バス停下車。
  - 「新地中華街」下車後徒歩5分。
- ながさき出島道路新地町出口からすぐ。

## 周辺
- 活水女子大学南山手キャンパス（本部）
- 海星中学校・高等学校
- 長崎市立梅香崎中学校
- ホテルニュータンダ
- 長崎県美術館
- 長崎水辺の森公園